# Онопко Сергій Савелійович
Сергі́й Саве́лійович Онопко (нар. 26 жовтня 1973, Ворошиловград, УРСР, СРСР) — колишній український футболіст, півзахисник. Відомий, зокрема, виступами за полтавську «Ворсклу» та  донецький «Шахтар». Молодший брат Віктора Онопка.

## Кар'єра
В юності Сергій Онопко грав за ЛВУФК (Луганськ). Там його помітили скаути «Зорі» та «Шахтаря». Сергій обрав донецьку команду, де вже виступав його брат Віктор. 
З «гірниками» Онопко став триразовим срібним призером чемпіонату України та двічі здобув Кубок України. В 1998 році Сергій приєднався до футбольного клубу «Миколаїв», звідки разом з тодішнім тренером миколаївської команди Коньковим перейшов до «Ворскли». 
Коли у полтавському клубі почалося омолодження складу він вимушений був шукати новий клуб і перебрався в азербайджанський «Інтер», який на той час прийняв Анатолій Коньков. 
Після повернення в Україну пропозицій від клубів Вищої ліги не надходило, тому Сергій Онопко прийняв запрошення черкаського «Дніпра». Кар'єру півзахисник завершив у «Гірнику» з Кривого Рогу.

## Титули і досягнення
- Чемпіонат України
  - Срібний призер (3): 1993-94, 1996-97, 1997-98
- Кубок України
  - Володар (2): 1994-95, 1996-97